# ミシェル・タピエ
ミシェル・タピエ (Michel Tapié de Céleyran, 1909年2月26日 - 1987年7月30日)は国際的に活躍したフランスの美術評論家、キュレーター、収集家。フランス、タルヌ県のスヌイヤックの出身。早くから影響力のある理論家であり、普通は抽象表現主義と同等に捉えられるタシスムの実践者でもあった。古くからのフランスの貴族の家出身であり、画家のトゥールーズ＝ロートレックははとこにあたる。（ロートレックの母アデル・タピエはミシェルの大おばにあたる）

## もう1つの芸術
ミシェル-タピエが1952年に出した、ときにエッセイと称される"Un art autre"は英語でのタイトル"Art of Another Kind"でも有名であるが、アメリカ合衆国において抽象表現主義（特にアクション・ペインティングや叙情抽象というもの）と呼ばれるものを欧州で抱擁し近づく上で非常に大きな影響を持った。ハーシェル・B・チップの『現代芸術理論 - 芸術家と批評家に対する原本』にその業績の大部分が英語翻訳として収められている(pp. 603-605)。インフォルメルとは、この声明に描写され、感受性を反映させるのにタピエが普通に使っていた単語である。

## 近代芸術の伝道師
チップは1940年代半ばに始まった前衛芸術に対するタピエの重要性を「著者、批評家、展示のカテゴリーだけではなくヨーロッパ・ラテンアメリカ・日本の現代芸術の展示のオーガナイザーや世界中のギャラリーに対するアドバイザーとしても」と記している。
1952年、パリのポール・ファケッティ・スタジオで行われたジャクソン・ポロックの最初の個展を助け作る意味合いもあり、カタログを書いた。フランスの叙情抽象家ジョルジュ・マシューはタピエが初期のチャンピオンと称した1人の芸術家である。
1960年には、建築家のルイジ・モレッティとともに、イタリアのトリノに美学研究国際センターを設立。芸術の研究と展示だけでなく、批判的、捜査的、理論的な芸術における業績の出版及び普及を目的とした機関であった。1987年のタピエの死後から長くせず閉鎖したが、近代芸術と現代芸術の常設展のある美術館を所有していた。
フルクサスに形成的影響を与えた日本の具体美術協会とも重要な関係を持ち、パリやトリノなど世界中の主要都市でいくつもの展覧会を実施した。